# José Campano
José Campano (Tres Arroyos, Argentina, 28 de agosto de 1908 - Tres Arroyos, Argentina, 24 de septiembre de 1988) fue un médico cirujano argentino, especialista en vías respiratorias.

## Biografía
Estudió en la Universidad Nacional de Córdoba, y ejerció su doctorado en el Hospital Pirovano. Fue Director durante varios años del Centro de Profilaxis y Tratamiento de la Tuberculosis. Fue presidente de la sociedad de Scout de Tres Arroyos. Más tarde obtuvo la cátedra como profesor de higiene industrial en el colegio de artes y oficios (actual EET Nº 1).
Incursionó en la política llegando a ser legislador de Buenos Aires, senador por la misma ciudad y Embajador de Argentina en España. Públicamente activo dentro del Peronismo fue muy allegado a Juan Domingo Perón con quien tenía afinidad. Fue designado su delegado personal y miembro del Comando Superior Peronista, cargos a los cuales renunció. Trabajó por los derechos, deberes y oportunidades de los jóvenes. Con ese fin creó en el año 1975 conjuntamente con su esposa, Mercedes Haydee Campaña, la fundación que lleva su nombre, en la que funciona actualmente una de las bibliotecas más importantes de Tres Arroyos.

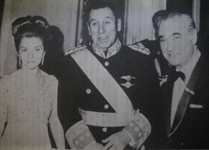
Juan D. Perón y la vicepresidenta María Estela Martínez de Perón con el embajador Campano, en el teatro Colón de Buenos Aires en 1974.

## Publicaciones y obras sociales
- Perón y España  - Política Social, Interna e Internacional (editorial Plus Ultra) 1982.
- Consultorio de Rayos X e Instrumental a la sala de 1º Auxilios de la Junta Vecinal Barrio Escuela 18.
- Escritura de Donación de la Propiedad de Hipólito Yrigoyen 252 a la Fundación 31 de octubre de 1977.
- Escritura de Donación de la Plaza a la Municipalidad de Tres Arroyos por la Fundación Dr. José Campano 14 de noviembre de 1979 (Plaza Islas Malvinas)